# Vojens Kirke
Vojens Kirke er en genforeningskirke i den østlige del af Vojens. Grundstenen blev lagt 10. august 1924 og kirken indviet 6. september 1925. Kirken var den første sognekirke, der blev bygget i landsdelen efter genforeningen i 1920. Den tilhørende kirkegård er ældre end kirken og blev taget i brug 28. januar 1878. Midt på kirkegården ligger "det røde kapel", der blev bygget få år efter at kirkegården var etableret og benyttet som sognekirke fra sognet blev udskilt fra Jegerup Sogn 1. april 1914 og indtil kirken blev bygget .
- Dokument i våbenhuset
- Orgelet
- Alteret mens tavlerne var nedtaget til restaurering
- Kirkegården med kapel